# Arvirargus
Arvirargus was volgens de legende, zoals beschreven door Geoffrey van Monmouth koning van Brittannië. Hij was de zoon van koning Cymbeline, en volgde zijn broer koning Togodumnus op toen die sneuvelde in de Slag bij Medway in 43 n.Chr. tegen de Romeinen onder leiding van keizer Claudius. Hij regeerde van 43 - 57 n.Chr.
Het is zeer wel mogelijk, gezien de overeenkomsten, dat Arvirargus dezelfde persoon is als Caratacus, die ook als zoon van Cymbeline wordt genoemd.
Toen zijn broer Togodumnus sneuvelde nam Arvirargus diens wapenrusting, en leidde het Britse leger in de slag tegen de Romeinen. Toen hij vernam dat Claudius en diens opperbevelhebber Hamo in de bossen gevlucht waren, achtervolgde Arvirargus hen tot aan de kust. Hamo werd door de Britten gedood toen hij trachtte zijn schip te bereiken, en die plaats wordt sindsdien Southampton genoemd. Claudius slaagde erin zijn troepen weer bijeen te krijgen, en belegerde Porchester totdat deze stad viel.
Na de dood van Hamo zocht Arvirargus onderdak in Winchester, maar Claudius' leger achtervolgde hem. Na een belegering vielen de Britten Claudius aan, maar die bood een wapenstilstand aan. In ruil voor vrede en belastingen voor Rome verkreeg Arvirargus Claudius' dochter als echtgenote. Toen zij het over de condities eens waren hielp Arvirargus Claudius met diens verovering van landen in het noorden.
In de daaropvolgende lente werd het huwelijk tussen Arvirargus en Venissa de dochter van Claudius, voltrokken. Arvirargus noemde de stad Gloucester naar zijn bruid. Claudius verliet Britannia, en liet het land onder het bestuur van Arvirargus achter. Die maakte een aanvang met het herstellen van steden.
Arvirargus raakte gevreesd bij zijn buurlanden, en voelde zich dermate bedreigd dat hij Claudius' hulp inriep. Als Vespasianus niet met een leger ter ondersteuning zou komen, zouden de betalingen aan Rome worden stopgezet. Toen Vespasianus arriveerde en aan land wilde komen, stond daar een dermate grote overmacht aan Britten dat hij uitweek naar een andere haven, die van Totnes.
Vanuit zijn legerplaats in Totnes rukte Vespasianus op naar Exeter en belegerde die stad. Arvirargus en Vespasianus raakten na strijd in een impasse, die door koningin Genvissa de volgende ochtend werd doorbroken. Vespasianus vertrok naar Rome, en Arvirargus regeerde het land nog enkele jaren in vrede. Na zijn dood werd hij begraven in Gloucester, de stad die hij samen met Claudius had gesticht. Hij werd opgevolgd door zijn zoon Marius.